# Иван Велков (археолог)
Вижте пояснителната страница за други личности с името Иван Велков.
Иван Велков Иванов е български археолог.

## Биография
Роден е на 19 май 1891 година в село Байлово, Елинпелинско. Първоначалното си образование завършва в родното си село, а след това продължава обучението си в София - до 5. клас в Първа мъжка, а след това в Трета мъжка гимназия. Завършва средно образование през 1908 година и кандидатства за работа като учител в село Гайтанево, но не бива приет от училищното настоятелство, поради което постъпва на служба в БДЖ като ученик-телеграфист.
През есента на 1909 година заминава да следва археология във Виенския университет, като прекъсва обучението си през 1912/13 година, за да участва в Балканската война. Завършва висшето си образование с докторат през 1915 година. До март 1919 година взема участие в Първата световна война - първо като войник, а после и като офицер от 41 пехотен полк.

## Служба
На 19 март 1919 година Велков постъпва като уредник на античния отдел в Националния археологически музей, като остава на тази позиция до 1937 година. За година и половина - между февруари 1937 и август 1938 година - е главен инспектор по старините в Министерството на народното просвещение. От септември 1938 година до септември 1944 година е директор на Археологическия музей. Под негово ръководство към старата сграда на музея (бившата Буюк джамия) са пристроени две административни крила. Това дава възможност да се извърши голямо преустройство на експозицията на музея, благодарение на което са изложени само ценните от художествено или историко-археологическо гледище експонати. Започва сериозна консервация на материалите, останали във фондовете.
През септември 1944 година отново се връща в Министерството на народното просвещение като главен директор на старините, където остава до май 1947 година, когато длъжността е закрита.
Пишел и говорел свободно на немски, френски, руски и английски, като е ползвал и класическите езици.

## Археологическа дейност
Главните научни занимания на Велков са насочени към проучването на паметниците на траките и систематизирането и датирането на укрепените селища и градища по българските земи. Взема живо участието в разкопките при Мадара (1924-1926), както и при тракийските некрополи при Дуванлии (1929-1931), Брезово (1929-1931) и Мезек (1932-1933). 
През 1936 година, заедно с чужди научни мисии, разкопава ранни византийски крепости при село Садовец, а през 1942-1943 година разкрива Момината крепост, унищожена в края на 6. век. Проучва и набелязва в археологическата карта на България много тракийски крепости в Стара планина и Родопите.

## Семейство
На 7 август 1927 година сключва брак с жена си Мара, от която има двама сина - Велизар (род. 1928 г.) и Камен (род. 1932 г.).
Иван Велков умира на 10 май 1958 година в София.

## Трудове
Първата му научна статия - "Релие с циркови игри от София" - е публикувана в Известия на Българския археологически институт (ИБАИ) в броя му за 1921/22 година. Общо за целия си живот има написани около 400 статии, публикувани в различни списания и вестници, включително чуждестранни. 
Трудовете на Велков могат да бъдат срещнати в броеве на Известия на Българския археологически институт, Годишника на Народния музей в София, Годишника на Пловдивската библиотека, Известия на Историческото дружество, както и в списанията "Българска мисъл", "Училищен преглед", "Български турист", "Българска реч", "Историческа библиотека", "Трудово дело", "Беседа", "Списание на Съюза на популярните банки" и редица други.

### Отделни трудове
- Стари селища и градища по долината на р. Вит (1927)
- Могилни гробни находки от Дуванлий (1932)
- Мъртви градове (1933)
- Прочути крепости (1938)
- Градища. Опит за систематизиране и датиране на укрепените селища в българските земи (1950)
- По дирите на вековете (1956)